# Camptosema tomentosum
Camptosema tomentosum är en ärtväxtart som beskrevs av George Bentham. Camptosema tomentosum ingår i släktet Camptosema och familjen ärtväxter. Inga underarter finns listade i Catalogue of Life.